# Vagaji járás

A Vagaji járás a Tyumenyi területen

A Vagaji járás (oroszul Вагайский район) Oroszország egyik járása a Tyumenyi területen. Székhelye Vagaj.

## Népesség
- 1989-ben 27 801 lakosa volt.
- 2002-ben 24 561 lakosa volt, melyből 13 525 orosz, 10 235 tatár, 165 ukrán, 150 csuvas, 107 német, 55 fehérorosz, 38 azeri stb.
- 2010-ben 22 539 lakosa volt, melyből 11 537 orosz, 8 949 tatár, 126 ukrán, 104 csuvas, 83 német, 46 azeri, 41 fehérorosz stb.